# أولاد حسون (مكانسة)
أولاد حسون هي إحدى مشيخات المملكة المغربية، تتبع جغرافيا لإقليم تاونات وإداريًا لمكانسة. يقدر عدد سكانها بـ 8501 نسمة حسب الإحصاء الرسمي للسكان والسكنى لسنة 2004.